# Luca Ceccaroli
Luca Ceccaroli, né le 5 juillet 1995 à Saint-Marin, est un footballeur international saint-marinais qui évolue au poste de milieu de terrain au Tre Penne.

## Biographie

### Carrière en sélection
Le 13 octobre 2019, Ceccaroli réalise ses débuts avec l'équipe de Saint-Marin, lors d'un match des éliminatoires du championnat d'Europe 2020 face à l'Écosse (défaite 0-6).

## Palmarès
- Champion de Saint-Marin en 2019 avec le Tre Penne